# Бахрам I
Бахрам (Варахран) I — царь царей (шахиншах) Ирана, правил приблизительно в 272/273 — 275/276 годах. Из династии Сасанидов. Арабские и персидские авторы, в том числе Фирдоуси, считают Бахрама сыном Ормизда I, однако он был одним из сыновей Шапура I. Бахрам носил имя в честь зороастрийского божества-язата (ангела) войны и победы Веретрагны (др.-перс. Vṛθragna, авест. Vərəθraγna — «разбивающий препятствие»)

### Жизнь до прихода к власти и правление

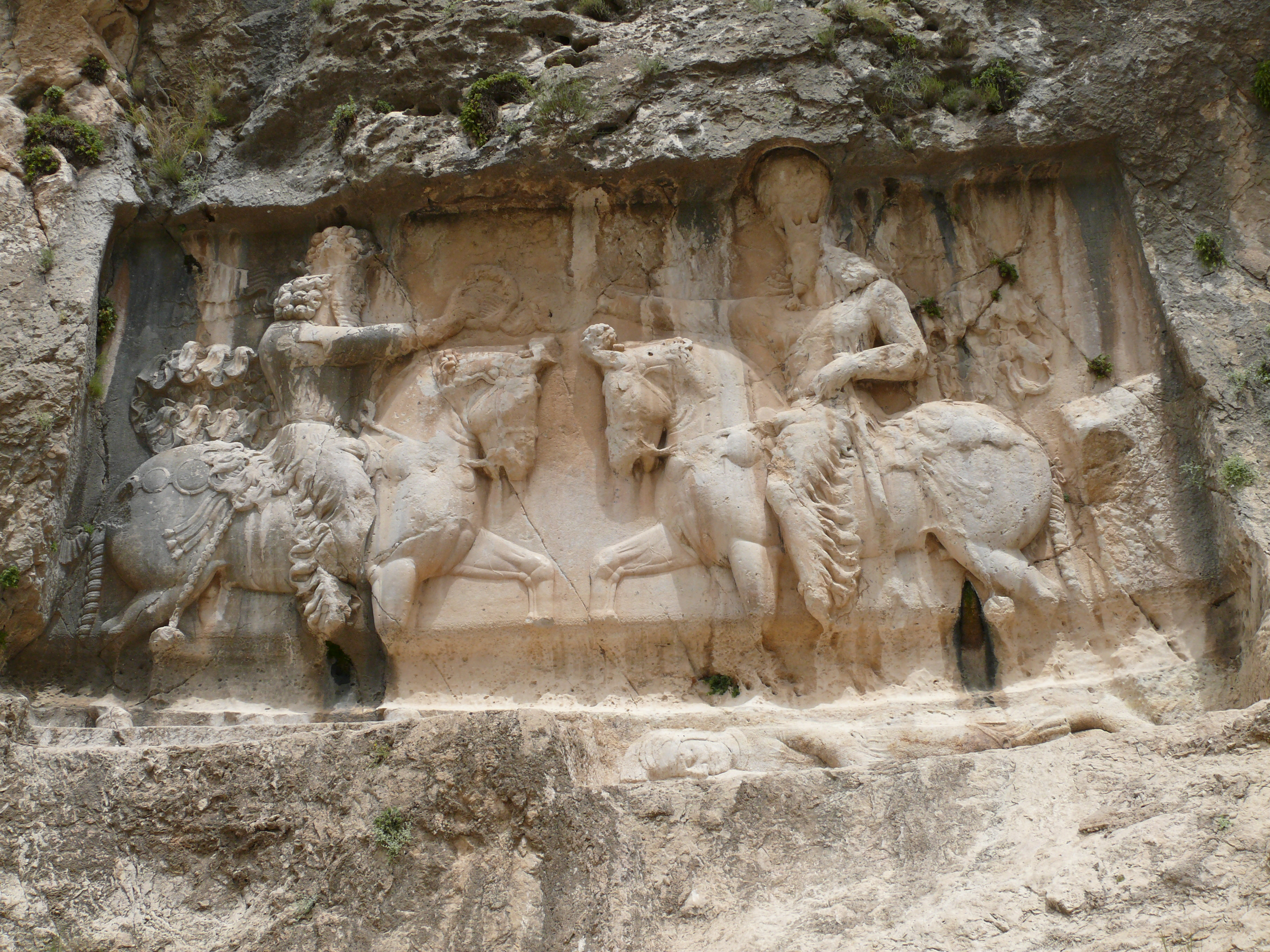
Инвеститурный рельеф Бахрама I. Бишапур.
Ормазд (слева) протягивает кольцо власти (кидарис) Бахраму I, который индифицируется по своей индивидуальной короне (у каждого шахиншаха была присущая только ему корона). Существует близкая параллель с рельефами инвеституры Ардашира I в Накше-Рустам и инвеституры Шапура I в Накше-Раджаб. Позже царь Нарсе добавил фигуру поверженного врага под копытами коня и надпись, в которой он приписывает этот рельеф себе.
Величавая одухотворённость царя, размашистый жест бога, тонко сбалансированная композиция и пропорциональные величественные фигуры коней делают этот памятник в художественном отношении наиболее привлекательным образцом сасанидской наскальной скульптуры

Во время правления отца сначала управлял провинцией Гилян, а затем (после 260 года) получил другой удел — Керман. Источники представляют Бахрама, как правителя увлекающегося войной, охотой и пирами, которые он расценивал как добродетельные занятия. В то же время он «был благородным и добрым человеком, и народ радовался его воцарению. Он обращался с ними хорошо и следовал как царь путём своих отцов в отношении народа».

### Война с римлянами

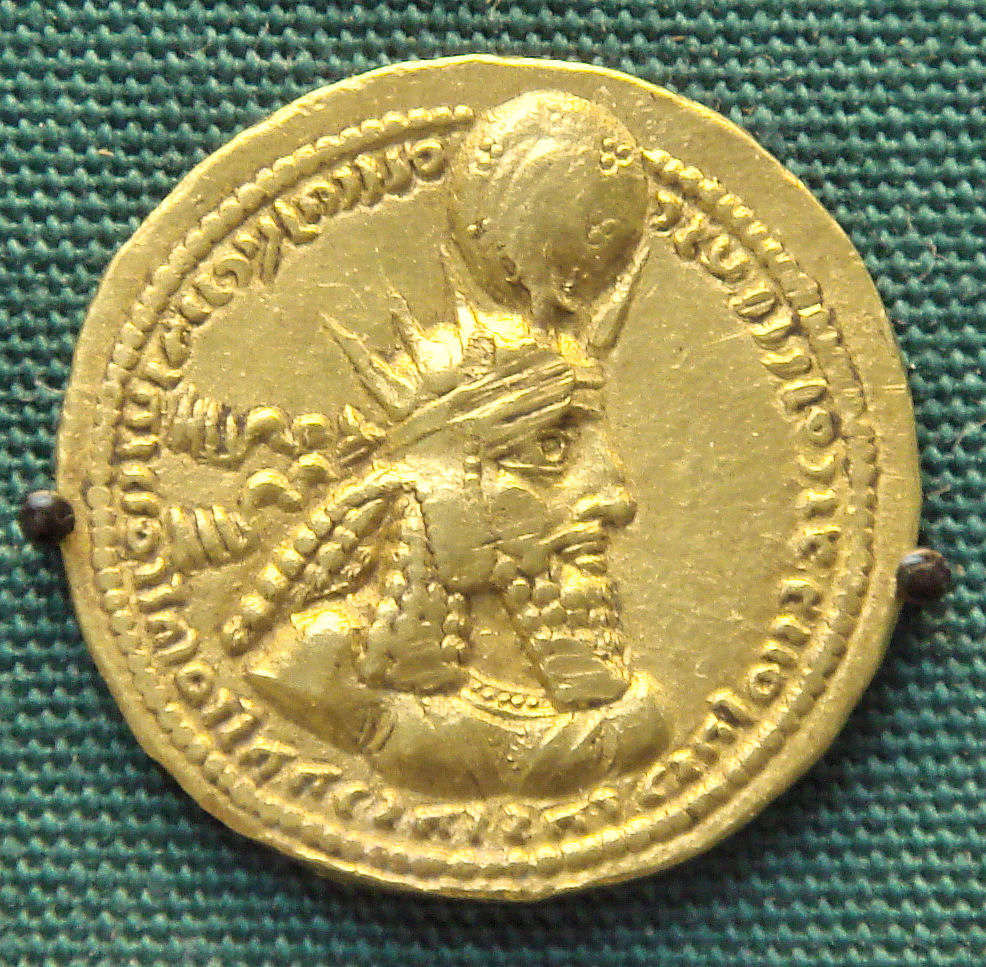
Динар Бахрама I. Золото. Британский музей

Спустя год после воцарения Бахрама римляне пошли на персов войной. Причиной этого была поддержка персами царицы Пальмиры Зенобии. Несколько лет ранее, провозгласив правителями Пальмиры сначала себя, а потом и своего сына Вабаллата, она стала ориентировать свою политику не на Рим, как ранее, а на союз с Ираном. Пока в Европе шли войны и восстания узурпаторов, римляне ничего не могли с этим поделать. Только после стабилизации внутренних, в правление энергичного и решительного Аврелиана римляне попытались справиться с этой властной женщиной. В конце концов император Аврелиан лично возглавил войска, отправился на Восток и только после тяжёлых сражений смог разбить персидские отряды, спешащие на помощь осаждённой Пальмире, и взять город. Зенобия пыталась достичь Ирана на беговых верблюдах, но римская конница перехватила её. В правление Бахрама I Аврелиан двинулся на Иран, помогавший мятежникам. Однако в самом начале похода он был убит своими приближёнными (275 год), легионы повернули назад, и несколько лет на западных границах Ирана стоял мир.

### Казнь Мани
По одной из версий именно в правление Бахрама I был убит основатель манихейства пророк Мани. Бахрам I отошёл от политики веротерпимости, которую проводили его предшественники — отец Шапур I и брат Ормизд I, — и принял сторону фанатичного насаждателя зороастризма верховного жреца Картира. Мани понял, что отношение власти окончательно меняется и решил покинуть пределы владений шаха. Он находился на пути в земли кушан, когда его настиг запрет покидать пределы Ирана, направленный Бахрамом. В январе 276 года Мани был вызван ко двору. Шах, сопровождаемый Картиром, встретил его угрозами, упрекая в расшатывании устоев государства и нежелании участвовать в социальной жизни общества. Затем царь потребовал от пророка подтвердить свою веру каким-нибудь чудом и предложил для начала испытание расплавленным свинцом — его лили на грудь испытуемому. Мани отказался. Тогда Бахрам обвинил его во лжи, приказал арестовать и забить в кандалы. Вскоре Мани умер от истощения в темнице Гунде-Шапура. Его тело, как преступника, было обезглавлено. Церковный историк Сократ Схоластик передаёт несколько иную легенду о его гибели. Якобы Мани не смог исцелить царского сына, который умер у него на руках. Шах приказал содрать с него кожу, набить её соломою и выставить у городских ворот.
Инвеститурный рельеф Бахрама I (с позднейшими добавлениями Нарсе) сохранился неподалёку от Бишапура.
Бахраму I выписки Сергия, приведенные у Агафия Миринейского, отводят 3 года правления, что соответствует данным ал-Якуби, но в ряде восточных источников можно встретить такие указания как 3 года и 3 месяца или даже 3 года. 3 месяца и 3 дня. Такие цифровые комбинации кажутся украшением какого-то легендарного рассказа.
| Сасаниды                 |                                                             |                     |
| Предшественник: Ормизд I | шахиншах Ирана и не-Ирана 272/273 — 275/276 (правил 3 года) | Преемник: Бахрам II |